# غوردون شاندلير
غوردون شاندلير (23 أكتوبر 1909 في المملكة المتحدة - 27 أكتوبر 2003) (بالإنجليزية: Gordon Chandler)‏ هو لاعب كريكت بريطاني.

## وصلات خارجية
- غوردون شاندلير على موقع إي آس بي آن كريك إنفو (الإنجليزية)